# Charles Haudricourt
Pour les articles homonymes, voir Haudricourt (homonymie).
Charles Haudricourt est un homme politique français né le 7 février 1858 à Moliens (Oise) et mort le 1er décembre 1935 à Paris.

## Biographie
Avocat à Paris après des études de droit, il s'engage politiquement dans son département natal. Maire de son village natal, conseiller général de l'Oise (canton de Formerie), il est élu député de l'Oise en 1902.
Il siège alors dans le groupe des républicains progressistes, il défend des positions globalement centristes, défendant notamment la logique de concentration républicaine.
En 1906, il est cependant battu par le candidat radical, et se retire de la vie publique.
Il meurt en 1935 à Paris.

## Sources
- « Charles Haudricourt », dans le Dictionnaire des parlementaires français (1889-1940), sous la direction de Jean Jolly, PUF, 1960 [détail de l’édition]